# Viktor Kudinskij
Viktor Kudinskij (17. června 1943, Kyjev – 18. srpna 2005) byl sovětský atlet, jehož specializací byl běh na 3000 metrů překážek, tzv. steeplechase, mistr Evropy z roku 1966.

## Sportovní kariéra
Specializoval se na běh na 3000 metrů překážek. V této disciplíně zvítězil na mistrovství Evropy v Budapešti v roce 1966. Na evropských halových hrách v roce 1968 zvítězil v běhu na 3000 metrů. Patřil k favoritům běhu na 3000 metrů překážek na olympiádě v Mexiku v roce 1968, nedokončil však finálový závod. Jeho osobní rekord na této trati je 8:26,0.